# Siergiej Bieriezin (hokeista)
Siergiej Jewgienjewicz Bieriezin, ros. Сергей Евгеньевич Березин (ur. 5 listopada 1971 w Woskriesiensku, zm. 26 czerwca 2024) – były rosyjski hokeista, reprezentant Rosji, olimpijczyk.

## Kariera
- Stankostroitel Riazań (1990-1994)
- / Chimik Woskriesiensk (1990-1994)
- Kölner Haie (1994-1996)
- Toronto Maple Leafs (1996-2001)
- Phoenix Coyotes (2001-2002)
- Montreal Canadiens (2002)
- Chicago Blackhawks (2002-2003)
- Washington Capitals (2003)
- CSKA Moskwa (2003)

Wychowanek Chimika Woskriesiensk. W zespole występował u kresu ligi radzieckiej i na początku funkcjonowania ligi rosyjskiej. W drafcie NHL z 1994 został wybrany przez Toronto Maple Leafs. W tym samym roku wyjechał do Niemiec i przez dwa sezony grał z powodzeniem w tamtejszej lidze DEL w barwach klubu z Kolonii. W 1996 wyjechał do Kanady i od tej pory grał w lidze NHL - najpierw pięć lat w zespole z Toronto, a potem dwa sezony w czterech innych klubach. Łącznie rozegrał w NHL siedem sezonów, w których wystąpił w 554 meczach, a w nich uzyskał 316 punktów za 173 gole i 143 asysty. W 2003 powrócił do Rosji, krótkotrwale grał w CSKA Moskwa, po czym przerwał karierę.
Uczestniczył w turniejach zimowych igrzysk olimpijskich 1994, mistrzostw świata 1994, 1995, 1996, 1998 oraz Pucharu Świata 1996.

## Sukcesy
Reprezentacyjne
- Srebrny medal mistrzostw świata juniorów do lat 20: 1991

Klubowe
- Złoty medal mistrzostw Niemiec: 1995 z Kölner Haie
- Srebrny medal mistrzostw Niemiec: 1996 z Kölner Haie
- Drugie miejsce w Pucharze Europy: 1996 z Kölner Haie

Indywidualne
- DEL 1994/1995:
  - Pierwsze miejsce w klasyfikacji strzelców w fazie play-off: 17 goli
  - Czwarte miejsce w klasyfikacji kanadyjskiej w fazie play-off: 25 punktów
  - Najlepszy zawodnik sezonu
- Mistrzostwa Świata w Hokeju na Lodzie 1995:
  - Pierwsze miejsce w klasyfikacji strzelców turnieju: 7 goli
- DEL 1995/1996:
  - Pierwsze miejsce w klasyfikacji strzelców w sezonie zasadniczym: 50 goli
  - Trzecie miejsce w klasyfikacji kanadyjskiej w sezonie zasadniczym: 81 punktów
  - Pierwsze miejsce w klasyfikacji strzelców w fazie play-off: 13 goli
  - Drugie miejsce w klasyfikacji kanadyjskiej w fazie play-off: 22 punktów
  - Najlepszy napastnik sezonu
  - Najlepszy zawodnik sezonu
  - Skład gwiazd
- NHL (1996/1997):
  - NHL All-Rookie Team